# Destutia modica
Destutia modica är en fjärilsart som beskrevs av William Schaus 1911. Destutia modica ingår i släktet Destutia och familjen mätare. Inga underarter finns listade i Catalogue of Life.